# (32364) 2000 QS137
2000 QS137 (asteroide 32364) é um asteroide da cintura principal. Possui uma excentricidade de 0.11901090 e uma inclinação de 5.36443º.
Este asteroide foi descoberto no dia 31 de agosto de 2000 por LINEAR em Socorro.